# Illa Disappointment
La illa Disappointment és una de les set illes deshabitades de l'arxipèlag de las illes Auckland. Està a 8 quilòmetres de l'extrem nord-oest de l'illa Auckland i a 290 quilòmetres al sud de Nova Zelanda. És l'hàbitat d'una colònia d'albatros blancs amb prop de 65.000 parelles —quasi tota la població mundial— amb nius a l'illa. A l'illa també hi ha exemplars de Lewinia muelleri, una espècie endèmica de l'arxipèlag. Es va arribar a pensar que aquesta espècia havia desaparegut, però se'n van redescobrir exemplars l'any 1966.